# Paulo Rossi Osir
Paulo Rossi Osir, nome artístico de Paulo Cláudio Rossi (São Paulo, 8 de novembro de 1890 – São Paulo, 29 de dezembro de 1959), foi um pintor, desenhista, arquiteto e industrial brasileiro que teve grande importância no desenvolvimento da pintura moderna em São Paulo.

## Biografia
Filho de pai de origem italiana e de mãe francesa, muito cedo foi mandado para a Europa, a fim de realizar seus estudos. Fez os cursos de Humanidades, de Arquitetura e de Pintura na Itália. Estudou, também, na França, na Inglaterra e na Alemanha, onde tomou contato com o expressionismo. Retornando ao Brasil, envolveu-se no movimento artístico de São Paulo. Participou dos diversos grupos, geralmente de orientação modernista, que se organizaram nas décadas de 1930 e 1940, obtendo uma certa posição de liderança.
Fundou a Osirarte, empresa especializada em azulejos artísticos, que executou trabalhos, entre outros, para Candido Portinari. Nela trabalhou Alfredo Volpi. 